# 雅各布·布朗
雅各布·布朗（英語：Jacob Broom，1752年10月17日—1810年4月25日）是一名出生于美国特拉华州威明顿市的商人和政治家。
1787年，他作为特拉华州代表出席美国制宪会议，是《美国宪法》的签署者。他亦获委任出席1786年安纳波利斯会议，但未能出席；他还在特拉华议会出任议员。他是众议员詹姆斯·M·布鲁姆父亲、众议员雅各布·布朗的祖父。
布朗的父亲詹姆斯·布朗是一名农民出身的铁匠，他的母亲是埃丝特·威利斯（Esther Willis）。1773年，雅各布·布朗娶瑞秋·皮尔斯（Rachel Pierce），并有八位孩子。

## 教育与职业
雅各布·布朗幼年求学于威尔明顿老学院（Wilmington's old Academy），后成为富裕的农场主和测量员，并成为富有的地方政治家。因为他在当地商业活动的出色表现，他被推举进入政治事业。他担任过很多地方行政职位，包括地方评估员、城市监管主席，负责监管街道、污水和饮用水处理系统、和地区治安。1776年，24岁的布朗成为威尔明顿副市长，此后连续六届连任。之后还四次担任威尔明顿市长。他从未输掉任何选举，并担任总检察长，直至逝世。
虽然他的贵格会朋友和亲戚阻止他参加独立战争，布朗作为爱国者仍然愿意参加独立运动。比如，他参加支持大陆军的测量员职位，并为乔治·华盛顿将军在布兰迪万河战役之前绘制详细地图。在独立战争结束后，他的政治活动继续扩展，并担任特拉华州立法委员，代表特拉华州参加安纳波利斯会议。和其他一些代表情况相同，雅各布·布朗未能参加这个短期会议，但仍然对旨在政治改革的会议表达同情。

## 制宪会议
尽管在制宪会议之前，他缺乏参与国家政策的经历，雅各布·布朗已经成为强大中央政府的支持者。1783年，当乔治·华盛顿访问威尔明顿时，雅各布·布朗建议华盛顿将军“贡献您的建议和影响力，以促使我们尚在襁褓的政府能够统一和稳定，从而构建我们永久的自由、幸福和繁荣的基础。”
雅各布·布朗带着他的理念来到了费城，制宪会议期间，他坚持投票支持一些措施，以确保建立一个强大的政府能够满足各州的需要。他赞同一个九年制的参议院，其中各州能够有平等的代表权。他要求各州立法机关派驻代表进入合众国参议院；反而过来，合众国参议院有权力否决州法律。他还寻求授权州议会有权力选择总统选举人，并希望总统可以有任期终身制。布朗参加了一系列的费城会议，并对自己认为重要的事务进行发言，但也将时间留给更有影响力和经验的代表们。乔治亚州的代表威廉·皮尔斯描述他是“一位典型的好人、具有一定能力，但没有炫耀自我，保持在公众面前的沉默，然而私下讨论中很开朗、攀谈。”

## 后期职业生涯

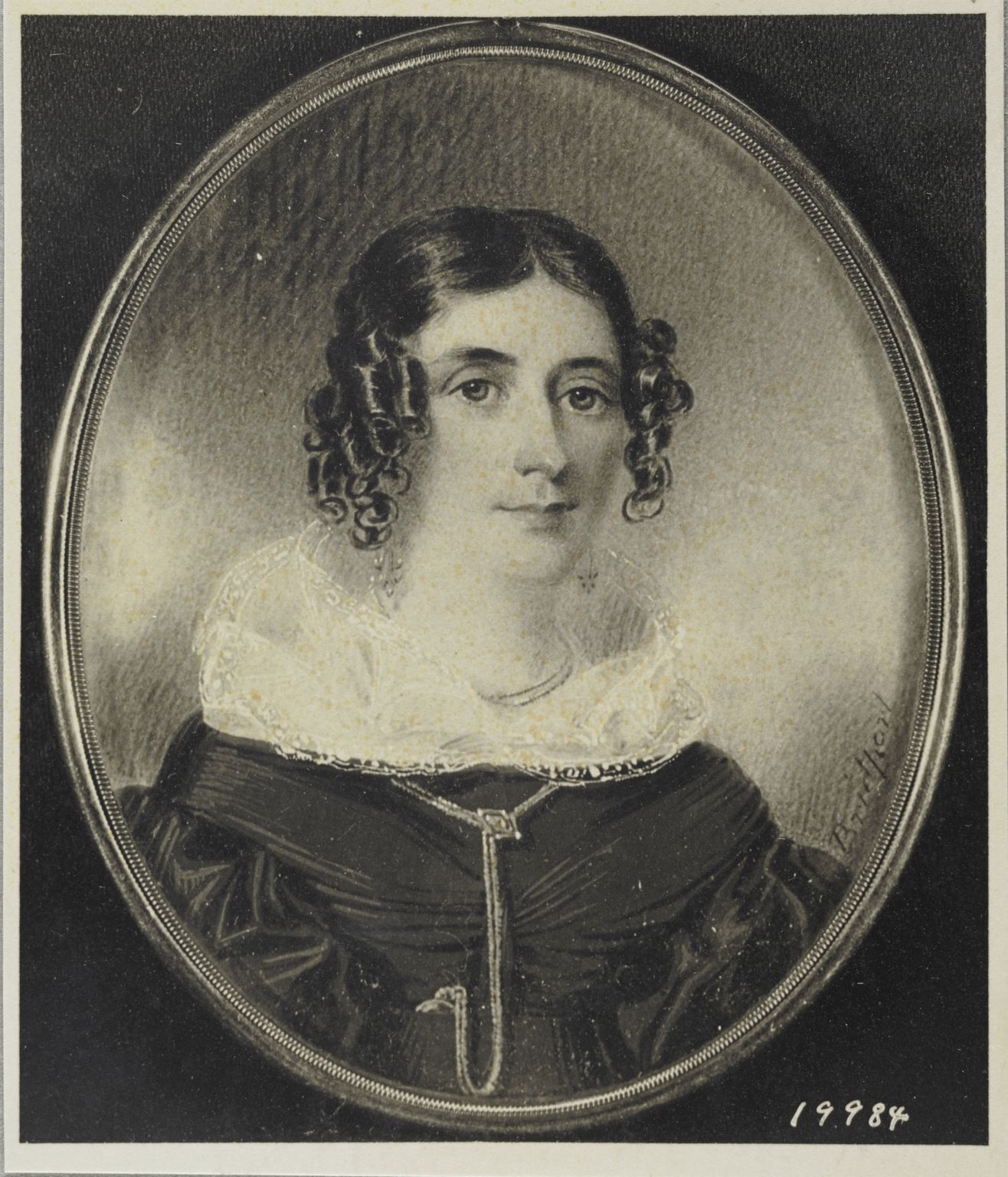
雅各布·布朗夫人的肖像

制宪会议后期，布朗返回威尔明顿，1785年他在布兰迪万河旁建立自己的家。布朗最初的兴趣仍然是在当地政府。1790年，他担任威尔明顿首任邮局局长。
多年以后，他担任威尔明顿的特拉华州银行。他还经营一家棉纺厂，以及一家机械制造厂。1802年，他以6740美元卖掉了棉纺厂给杜邦，后者成为杜邦制造帝国。布朗还参与到一个不成功的煤炭采掘计划。之后他还是涉足内部改进，包括收费公路、运河和桥梁等。1794年，他在与儿子詹姆斯的信中涉及到许多这样的闲情逸致。
布朗参加了慈善和宗教活动。他长期参加的教育事业使得他在新成立的威明顿学院中参与大学第一届受托管理委员会。布朗参与到社区宗教事务，并担任圣三一教堂信徒领袖。
1810年，他于宾夕法尼亚州费城去世，享年58岁，他葬于基督堂公墓。
1974年，他位于布兰迪万河的家乡雅各布·布朗房子被政府保护为美国国家历史地标。

## 延伸阅读
- National Archives （页面存档备份，存于） Delaware Founding Fathers
- Life & Character of Jacob Broom, by Rev. William W. Campbell, Historical Society of Delaware, Wilmington, 1909
- Soldier-Statesmen of the Constitution, by Robert K. Wright, Jr. and Morris J. MacGregor, Jr., Center of Military History, United States Army, Washington, D.C., 1987